# Charlie Patino
Charlie Michael Patino (in galiziano Patiño; Watford, 17 ottobre 2003) è un calciatore inglese con cittadinanza spagnola, centrocampista del Deportivo La Coruña.

## Caratteristiche tecniche
Centrocampista molto tecnico, abile nell'impostazione del gioco e nella fase difensiva, per le sue caratteristiche è stato paragonato a Frenkie de Jong e Jack Wilshere.

## Carriera

### Club
Nato a Watford, è entrato a far parte del settore giovanile dell'Arsenal nel 2015 dopo aver giocato con St Albans City e Luton Town. Nell'ottobre 2020 ha firmato il suo primo contratto professionistico e poco dopo è stato inserito dal The Guardian nella lista dei migliori giovani calciatori militanti in club di Premier League.
Il 21 dicembre 2021 ha esordito in prima squadra rimpiazzando Emile Smith Rowe nell'incontro di EFL Cup vinto 5-1 contro il Sunderland dove ha anche messo a segno il suo primo gol in carriera. Il 9 gennaio 2022 è sceso in campo dal primo minuto contro il Nottingham Forest in FA Cup.
Il 3 agosto 2022 è stato ceduto in prestito al Blackpool per tutta la stagione. Ha debuttato con il nuovo club il 6 agosto nell'incontro di Championship contro lo Stoke City. Divenuto presto titolare, ha concluso la stagione con 37 presenze e 3 reti segnate.
L'11 agosto 2023 è andato nuovamente in prestito in Championship, allo Swansea City.

### Nazionale
Ha giocato numerose partite con le varie nazionali giovanili inglesi.

## Statistiche

### Presenze e reti nei club
Statistiche aggiornate al 27 settembre 2024.
| Stagione        | Squadra             | Campionato      | Campionato | Campionato | Coppe nazionali | Coppe nazionali | Coppe nazionali | Coppe continentali | Coppe continentali | Coppe continentali | Altre coppe | Altre coppe | Altre coppe | Totale | Totale |
| Stagione        | Squadra             | Comp            | Pres       | Reti       | Comp            | Pres            | Reti            | Comp               | Pres               | Reti               | Comp        | Pres        | Reti        | Pres   | Reti   |
| --------------- | ------------------- | --------------- | ---------- | ---------- | --------------- | --------------- | --------------- | ------------------ | ------------------ | ------------------ | ----------- | ----------- | ----------- | ------ | ------ |
| 2021-2022       | Arsenal             | PL              | 0          | 0          | FACup+CdL       | 1+1             | 0+1             | -                  | -                  | -                  | -           | -           | -           | 2      | 1      |
| 2022-2023       | Blackpool           | FLC             | 34         | 2          | FACup+CdL       | 2+1             | 1+0             | -                  | -                  | -                  | -           | -           | -           | 37     | 3      |
| 2023-2024       | Swansea City        | FLC             | 33         | 3          | FACup+CdL       | 2+0             | 1+0             | -                  | -                  | -                  | -           | -           | -           | 35     | 4      |
| 2024-2025       | Deportivo La Coruña | SD              | 3          | 0          | CR              | 1               | 0               | -                  | -                  | -                  | -           | -           | -           | 4      | 0      |
| Totale carriera | Totale carriera     | Totale carriera | 70         | 5          |                 | 8               | 3               |                    | -                  | -                  |             | -           | -           | 78     | 8      |

### Cronologia presenze e reti in nazionale
| Cronologia completa delle presenze e delle reti in nazionale ― Inghilterra under 21 | Cronologia completa delle presenze e delle reti in nazionale ― Inghilterra under 21 | Cronologia completa delle presenze e delle reti in nazionale ― Inghilterra under 21 | Cronologia completa delle presenze e delle reti in nazionale ― Inghilterra under 21 | Cronologia completa delle presenze e delle reti in nazionale ― Inghilterra under 21 | Cronologia completa delle presenze e delle reti in nazionale ― Inghilterra under 21 | Cronologia completa delle presenze e delle reti in nazionale ― Inghilterra under 21 | Cronologia completa delle presenze e delle reti in nazionale ― Inghilterra under 21 |
| Data                                                                                | Città                                                                               | In casa                                                                             | Risultato                                                                           | Ospiti                                                                              | Competizione                                                                        | Reti                                                                                | Note                                                                                |
| ----------------------------------------------------------------------------------- | ----------------------------------------------------------------------------------- | ----------------------------------------------------------------------------------- | ----------------------------------------------------------------------------------- | ----------------------------------------------------------------------------------- | ----------------------------------------------------------------------------------- | ----------------------------------------------------------------------------------- | ----------------------------------------------------------------------------------- |
| 11-9-2023                                                                           | Oberkorn                                                                            | Lussemburgo under 21                                                                | 0 – 3                                                                               | Inghilterra under 21                                                                | Qual. Europeo Under-21 2025                                                         | -                                                                                   | 84’                                                                                 |
| 21-11-2023                                                                          | Liverpool                                                                           | Inghilterra under 21                                                                | 3 – 0                                                                               | Irlanda del Nord under 21                                                           | Qual. Europeo Under-21 2025                                                         | -                                                                                   | 83’                                                                                 |
| Totale                                                                              |                                                                                     | Presenze                                                                            | 2                                                                                   |                                                                                     | Reti                                                                                | 0                                                                                   |                                                                                     |